# بيوأنتك
بيوأنتك (بالإنجليزية: BioNTech)‏ هي شركة ألمانية تقوم بتطوير وتصنيع أدوية ولقاحات لتقوية الجهاز المناعي للإنسان. يقع المقر الرئيسي للشركة في مدينة ماينتس.
تقوم بتطوير الأدوية بناءً على الحمض النووي الريبوزي الرسول لاستخدامها كعلاجات مناعية فردية للسرطان، ولقاحات ضد الأمراض المعدية وكعلاجات بديلة للبروتين للأمراض النادرة، وأيضًا العلاج بالخلايا المهندسة والأجسام المضادة الجديدة والمعدلات المناعية الجزيئية الصغيرة كخيارات علاجية للسرطان.
في عام 2020، كان لقاح BNT2b2 مرشح الشركة الرئيسي للوقاية من عدوى COVID-19 في المرحلة الثالثة من التجارب السريرية في الولايات المتحدة.

## التاريخ
تأسست الشركة في عام 2008 في مدينة ماينز بألمانيا، من قبل العالمين التركيين الألمانيين أوغور شاهين وأوزليم توريتشي مع عالم الأورام النمساوي كريستوف هوبر. وترأسها مجلس استشاري علمي تحت إشراف رولف تسينكرناغل.
في أغسطس 2018 أعلنت الشركة أنها دخلت في تعاون متعدد السنوات للبحث والتطوير مع شركة فايزر الأمريكية لتطوير لقاحات تعتمد على الحمض النووي الريبوزي الرسول للوقاية من الإنفلونزا. وبموجب شروط الاتفاقية، بعد استكمال أول دراسة سريرية على البشر تولى ت شركة فايزر المسؤولية الوحيدة عن المزيد من التطوير السريري وتسويق لقاحات الإنفلونزا المستندة إلى الحمض النووي الريبوزي الرسول.
في سبتمبر 2019 وقعت اتفاقية مع مؤسسة مؤسسة بيل ومليندا غيتس لتطوير برامج فيروس نقص المناعة البشرية والسل لتحديد وتطوير اللقاح غير السريري والعلاج المناعي للوقاية من عدوى فيروس نقص المناعة البشرية والسل ولعلاج مضادات الفيروسات العكوسة على المدى الطويل.
في يونيو 2020 تلقت الشركة 250 مليون يورو من شركة تماسيك القابضة في سنغافورة ومستثمرين آخرين من خلال طرح خاص لسندات إلزامية قابلة للتحويل.

## لقاح كوفيد-19
عملت الشركة على تطوير لقاح BNT162b2 ضد SARS-CoV-2 مع شركة فايزر، وفوسون إنترناشيونال.
ووقعا عقودًا لتزويد الاتحاد الأوروبي بـ 300 مليون جرعة من اللقاح، و30 مليون جرعة للمملكة المتحدة، و100 مليون جرعة للولايات المتحدة، و120 مليون جرعة لليابان،  إذا ثبت أنها آمنة. لكن لم يثبت حتى الآن.

## روابط خارجية
- الموقع الرسمي
- مشروع العلاج المناعي للحمض النووي الريبي (MERIT) نسخة محفوظة 30 ديسمبر 2020 على موقع واي باك مشين. - مبادرة يمولها الاتحاد الأوروبي
- جينينتيك. العلاج المناعي المخصص للمستضد الجديد (iNeST) نسخة محفوظة 3 مايو 2020 على موقع واي باك مشين.